# Skrzyńsko
Skrzyńsko, dawniej też Skrzynno – wieś w Polsce, położona w województwie mazowieckim, w powiecie przysuskim, w gminie Przysucha. Leży na ziemi sandomierskiej, która jest częścią Małopolski.
Wieś ma status sołectwa.
Do 1954 roku siedziba gminy Skrzyńsko. W latach 1975–1998 miejscowość administracyjnie należała do województwa radomskiego.
Skrzyńsko było pierwszą siedzibą kasztelanii skrzyńskiej (przeniesioną do pobliskiego Skrzynna ok. 1120). Za rządów Konrada Mazowieckiego księstwo łęczyckie utraciło w 1239 lub 1243 kasztelanię skrzyńską wraz z dwoma innymi kasztelaniami zapilickimi (położonymi na prawym brzegu Pilicy: żarnowską i małogoską), które na stałe przeszły do księstwa sandomierskiego.  
Skrzyńsko jest siedzibą parafii św. Wojciecha będącej najstarszym ośrodkiem kultu maryjnego w regionie radomskim.
11 listopada 2022 roku patronem Publicznej Szkoły Podstawowej w Skrzyńsku został kard. Stefan Wyszyński. Uroczystość została połączona z obchodami Święta Niepodległości. Msza święta została odprawiona w kościele św. Wojciecha, gdzie mieści się sanktuarium Matki Bożej Staroskrzyńskiej – Pani Pięknej Miłości. W trakcie uroczystości został poświęcony sztandar szkoły i wizerunek Prymasa Tysiąclecia.

## Integralne części wsi
| SIMC    | Nazwa      | Rodzaj     |
| ------- | ---------- | ---------- |
| 1058272 | Stajków    | część wsi  |
| 1058303 | Stefanówka | przysiółek |
| 1058332 | Tamta Wieś | część wsi  |
| 1058361 | Za Torem   | część wsi  |

## Zabytki
- Kościół św. Wojciecha w Skrzyńsku (późnobarokowy, z lat 1760–1768) ufundowany przez starostę uszyckiego Karola Szydłowskiego[10][11][12]. Kościół jest otoczony starodrzewiem.
- Mur otaczający kościół z barokowymi epitafiami rodu Tynieckich.

## Sanktuarium
W kościele parafialnym pw. św. Wojciecha znajduje się Sanktuarium Matki Bożej Staroskrzyńskiej z wizerunkiem Matki Bożej Staroskrzyńskiej. Kościół zbudowany jest w stylu późnobarokowym, usytuowany na wzgórzu przy drodze z Przysuchy do Potworowa.